# Onze man in Deventer
Onze man in Deventer was een radioprogramma op de Nederlandse radiozender NPO Radio 1.
Het programma werd van zondag 3 december 2017 tot 25 december 2022 elke zaterdagnacht tussen 0:00 en 1:00 uitgezonden door de publieke omroep BNNVARA. Het werd gepresenteerd door Özcan Akyol. In dit radioprogramma ontving Akyol elke week één gast in zijn huis in Deventer.

## Lijst met gasten

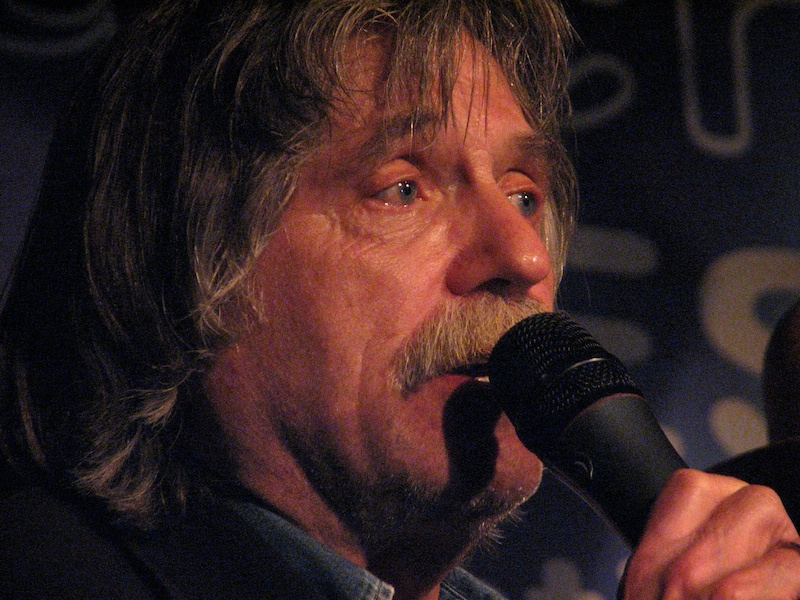
Johan Derksen,
29 juli 2018

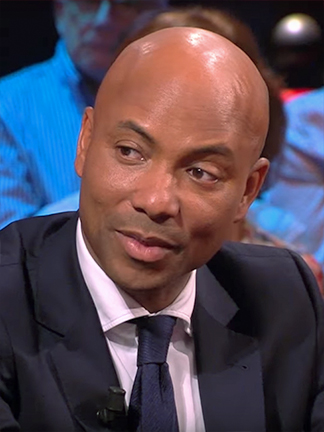
Humberto Tan,
20 januari 2019

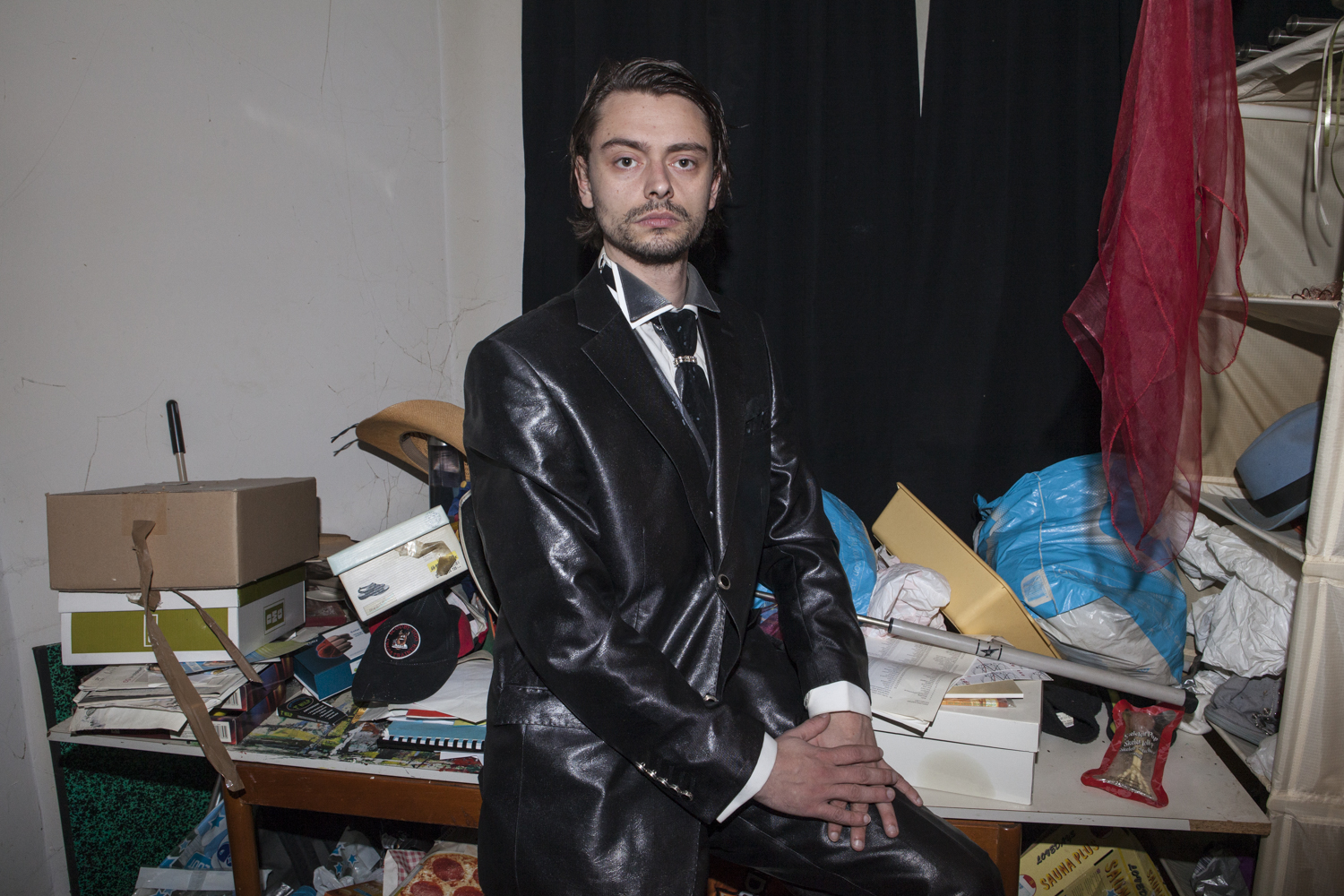
Stefano Keizers,
24 februari 2019

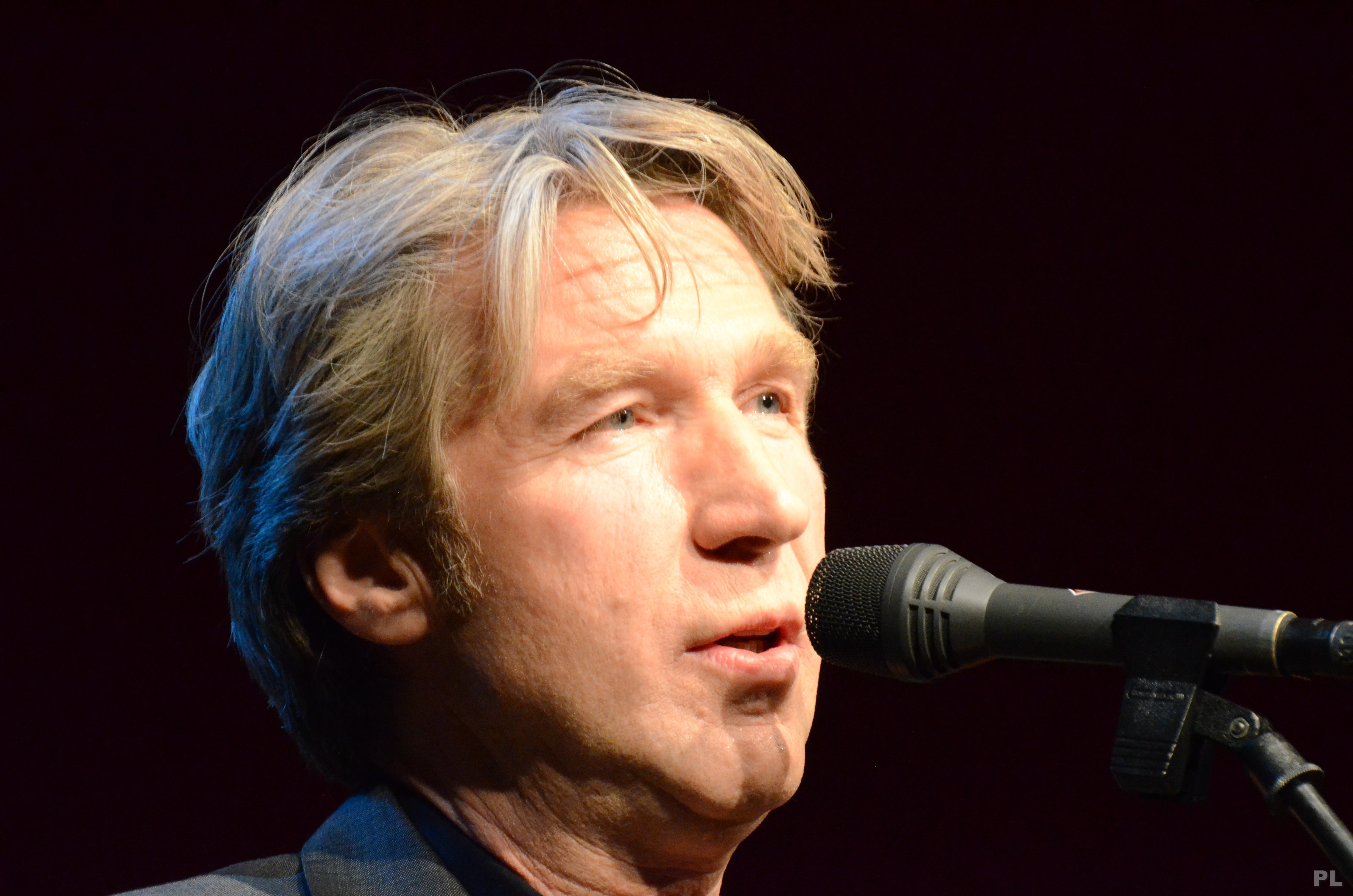
Frank Boeijen,
31 maart 2019

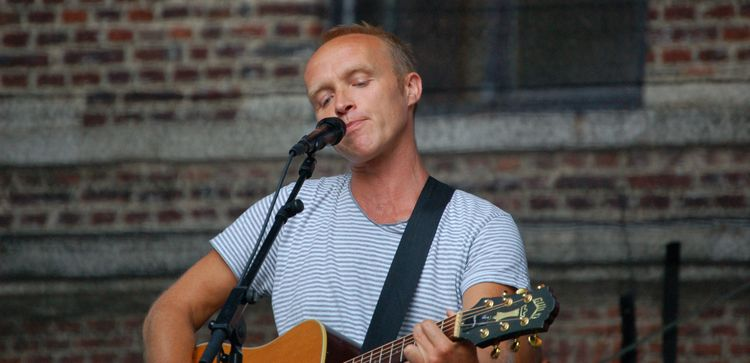
Stef Bos,
5 mei 2019

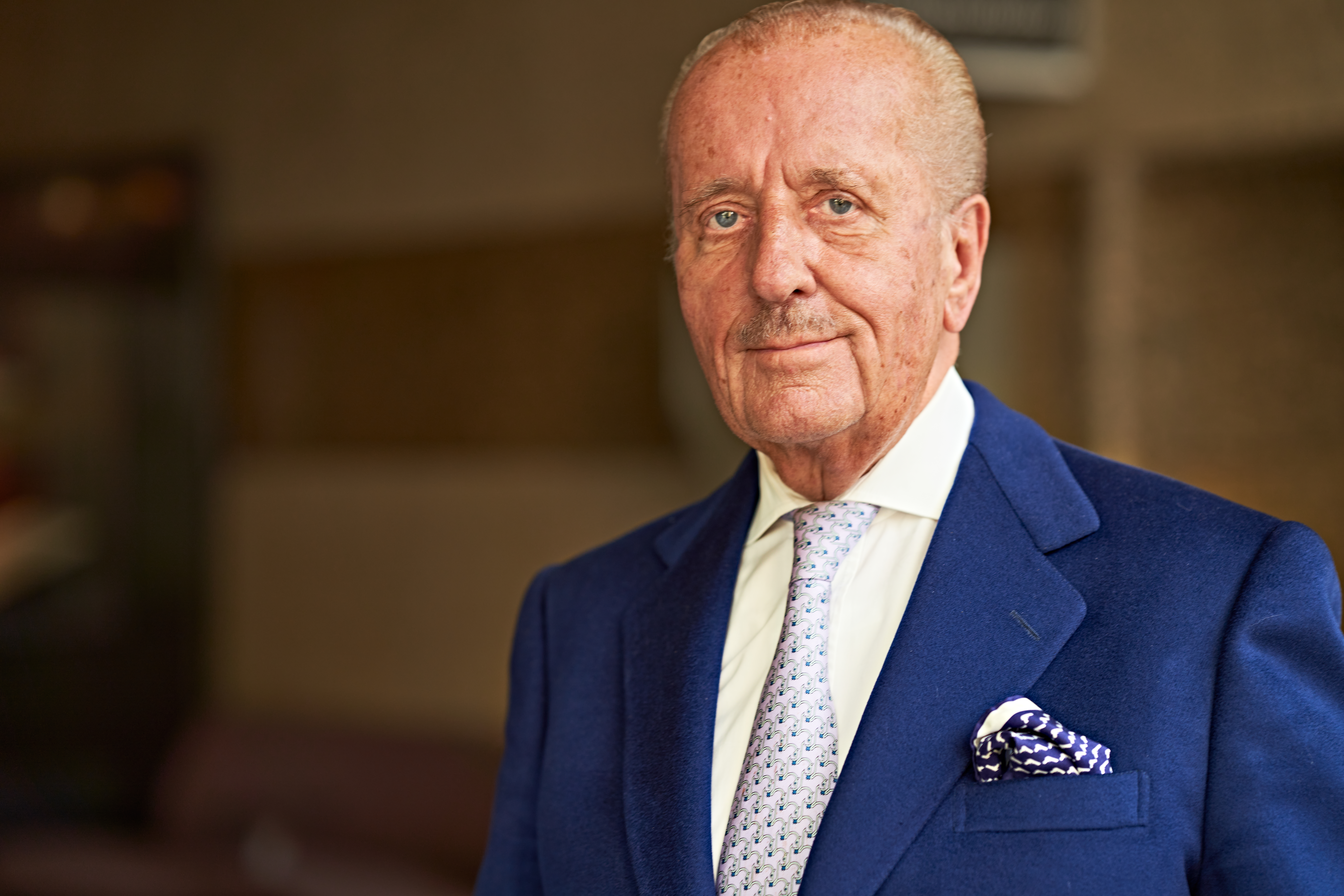
Theo Hiddema,
11 augustus 2019

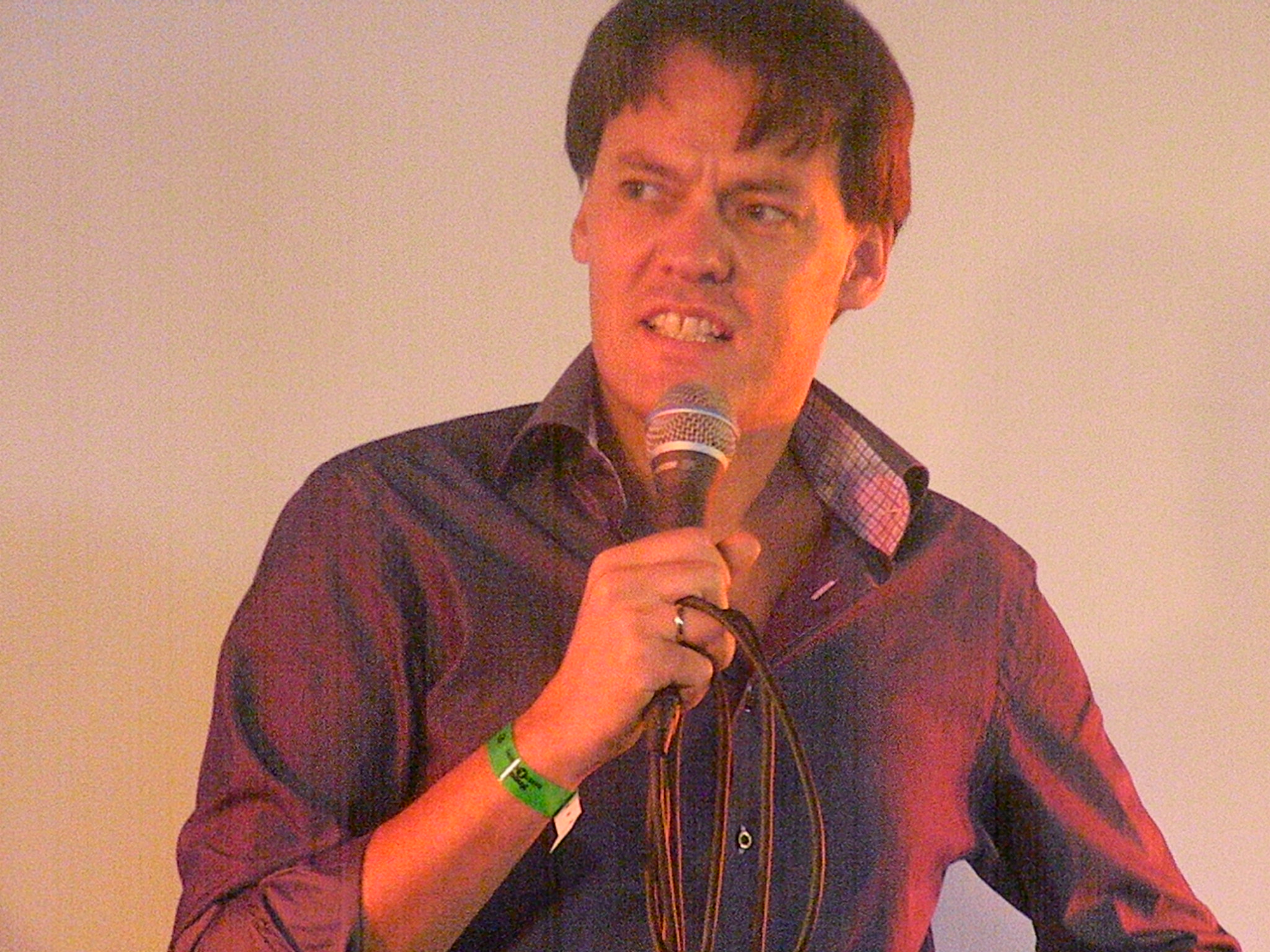
Tijs van den Brink,
15 december 2019

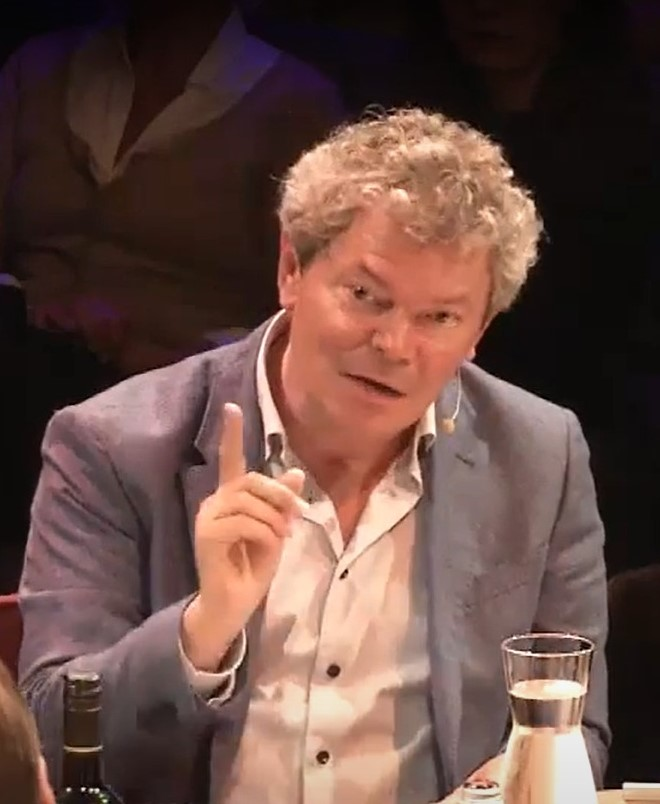
Coen Verbraak,
31 mei 2020

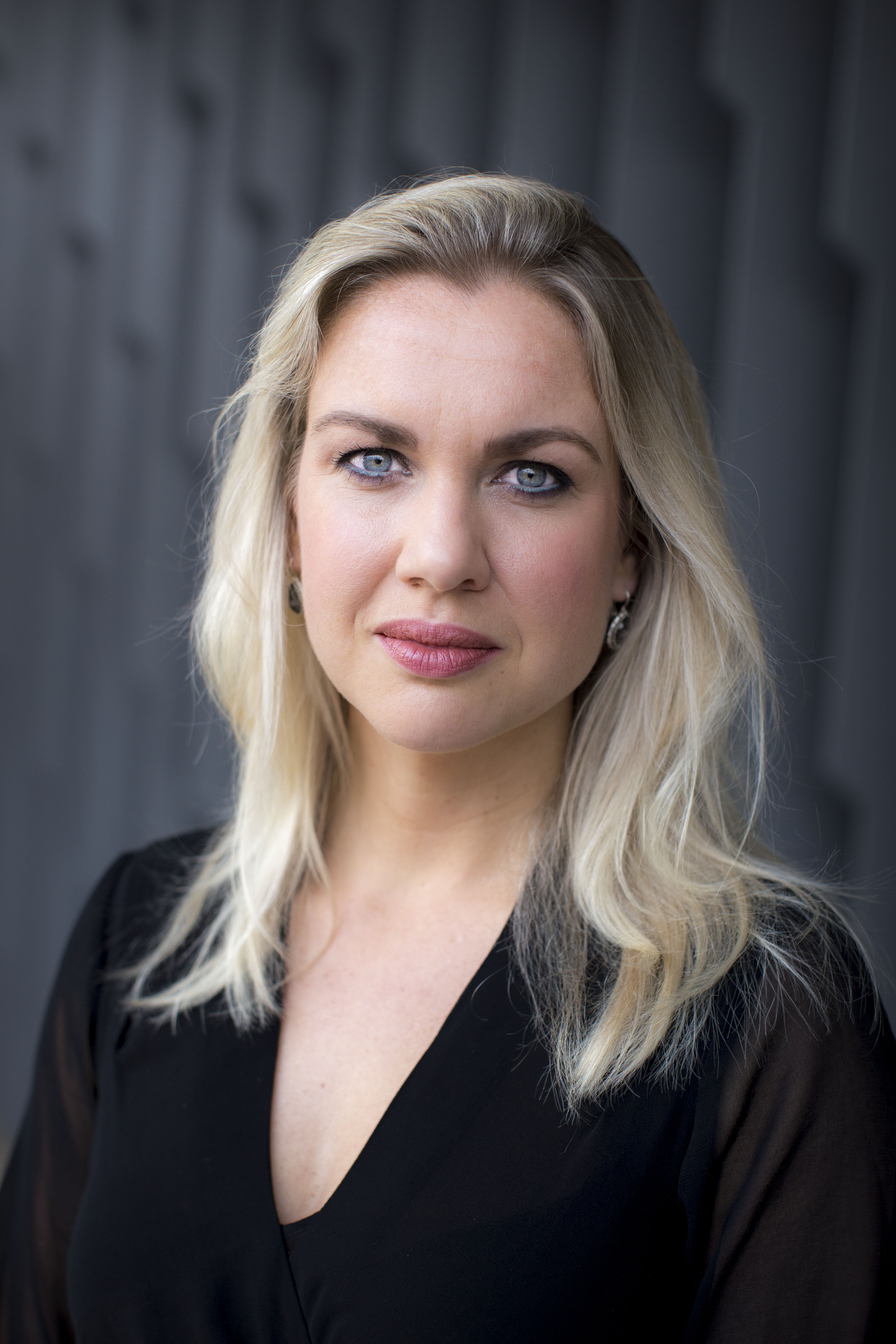
Femke Merel van Kooten,
30 augustus 2020

### 2017
- 3 december 2017: Franca Treur
- 10 december 2017: Youri Mulder
- 17 december 2017: Nico Dijkshoorn
- 24 december 2017: Matthijs van Nieuwkerk
- 31 december 2017: Linda Hakeboom

### 2018
- 17 juni 2018: Marcel van Roosmalen
- 24 juni 2018: Sadet Karabulut
- 1 juli 2018: Diederik Ebbinge
- 8 juli 2018: Ellen Deckwitz
- 15 juli 2018: Murat Isik
- 22 juli 2018: Adriaan van Dis
- 29 juli 2018: Johan Derksen
- 7 oktober 2018: Jaap Robben
- 14 oktober 2018: Marith Iedema
- 21 oktober 2018: Lakshmi
- 2 december 2018: Wilfred Genee
- 9 december 2018: Lilian Marijnissen
- 16 december 2018: Achmed Akkabi
- 23 december 2018: Bert Huisjes
- 30 december 2018: Beatrice de Graaf

### 2019
- 6 januari 2019: Jan Heemskerk
- 13 januari 2019: Matthijn Buwalda[a]
- 20 januari 2019: Humberto Tan
- 27 januari 2019: Martha Riemsma
- 3 februari 2019: Henk Spaan
- 10 februari 2019: Henk Vlug
- 17 februari 2019: Ans Boersma
- 24 februari 2019: Stefano Keizers
- 3 maart 2019: Cécile Koekkoek
- 10 maart 2019: Bas Heijne
- 17 maart 2019: Cornald Maas
- 24 maart 2019: Sander Schimmelpenninck
- 31 maart 2019: Frank Boeijen
- 7 april 2019: Eva Koreman
- 14 april 2019: Youp van 't Hek
- 21 april 2019: Angela de Jong
- 28 april 2019: Bas Nijhuis
- 5 mei 2019: Stef Bos
- 12 mei 2019: Debby Gerritsen
- 19 mei 2019: Albert Verlinde
- 26 mei 2019: Jan van Mersbergen
- 7 juli 2019: Leo Driessen
- 14 juli 2019: Jan Mulder
- 21 juli 2019: Ronald de Boer
- 28 juli 2019: Robert Vuijsje
- 4 augustus 2019: Tom Lanoye
- 11 augustus 2019: Theo Hiddema
- 15 september 2019: Emma Bruns
- 22 september 2019: Sophie Frankenmolen
- 29 september 2019: Theo Maassen
- 6 oktober 2019: Manon Uphoff
- 13 oktober 2019: Floris van Bommel
- 20 oktober 2019: Snelle
- 27 oktober 2019: Frank Westerman
- 3 november 2019: Daphne Deckers
- 10 november 2019: Henk Krol
- 17 november 2019: Frits Barend
- 24 november 2019: Karsu
- 1 december 2019: Dione de Graaff
- 8 december 2019: Mario van der Ende
- 15 december 2019: Tijs van den Brink
- 22 december 2019: Ruben Terlou
- 29 december 2019: Leonne Stentler

### 2020
- 5 april 2020: Marleen Stelling
- 12 april 2020: Lisa Westerveld
- 19 april 2020: Micha Wertheim
- 26 april 20202: Sven Kockelmann
- 3 mei 2020: Eva Crutzen
- 10 mei 2020: Freek de Jonge
- 17 mei 2020: Ab Osterhaus
- 24 mei 2020: Japke D. Bouma
- 31 mei 2020: Coen Verbraak
- 5 juli 2020: Paul de Munnik
- 12 juli 2020: Charlotte Nijs
- 19 juli 2020: Adriaan van Dis[b]
- 26 juli 2020: Govert Schilling
- 2 augustus 2020: Gregory Sedoc
- 9 augustus 2020: Talitha Muusse
- 16 augustus 2020: Suzan & Freek
- 23 augustus 2020: Viggo Waas
- 30 augustus 2020: Femke Merel van Kooten-Arissen

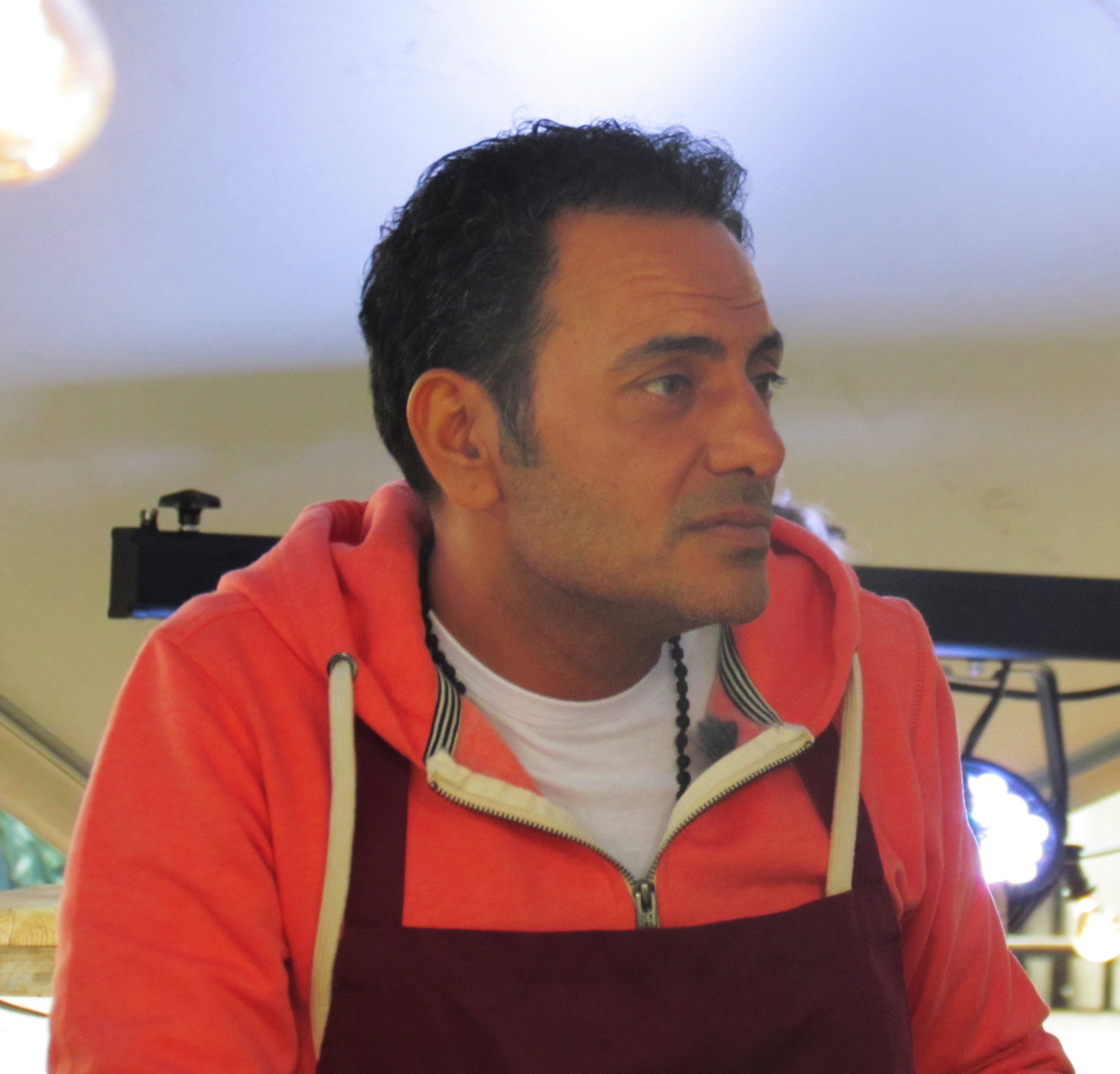
Kefah Allush,
17 januari 2021

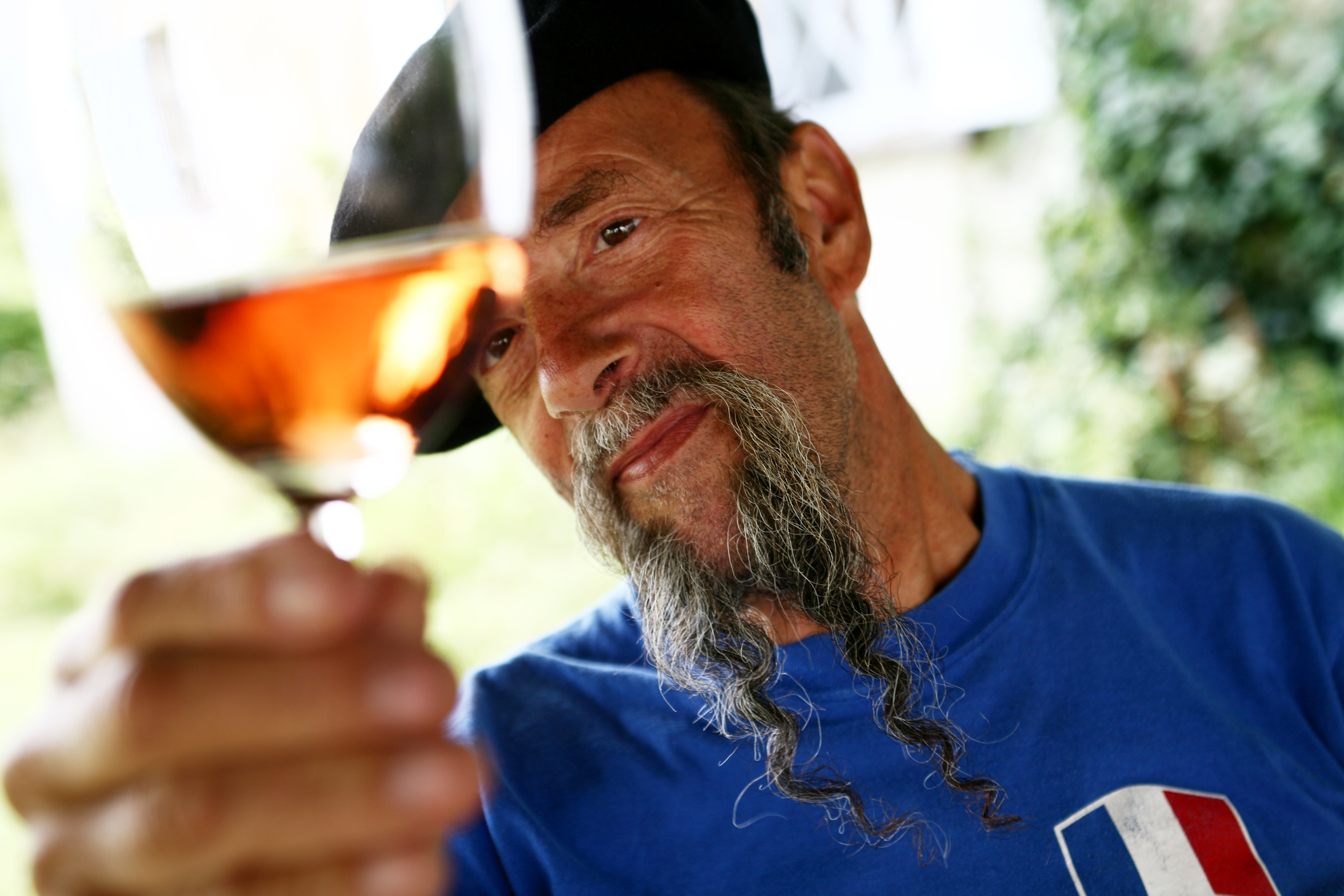
Ilja Gort,
18 april 2021

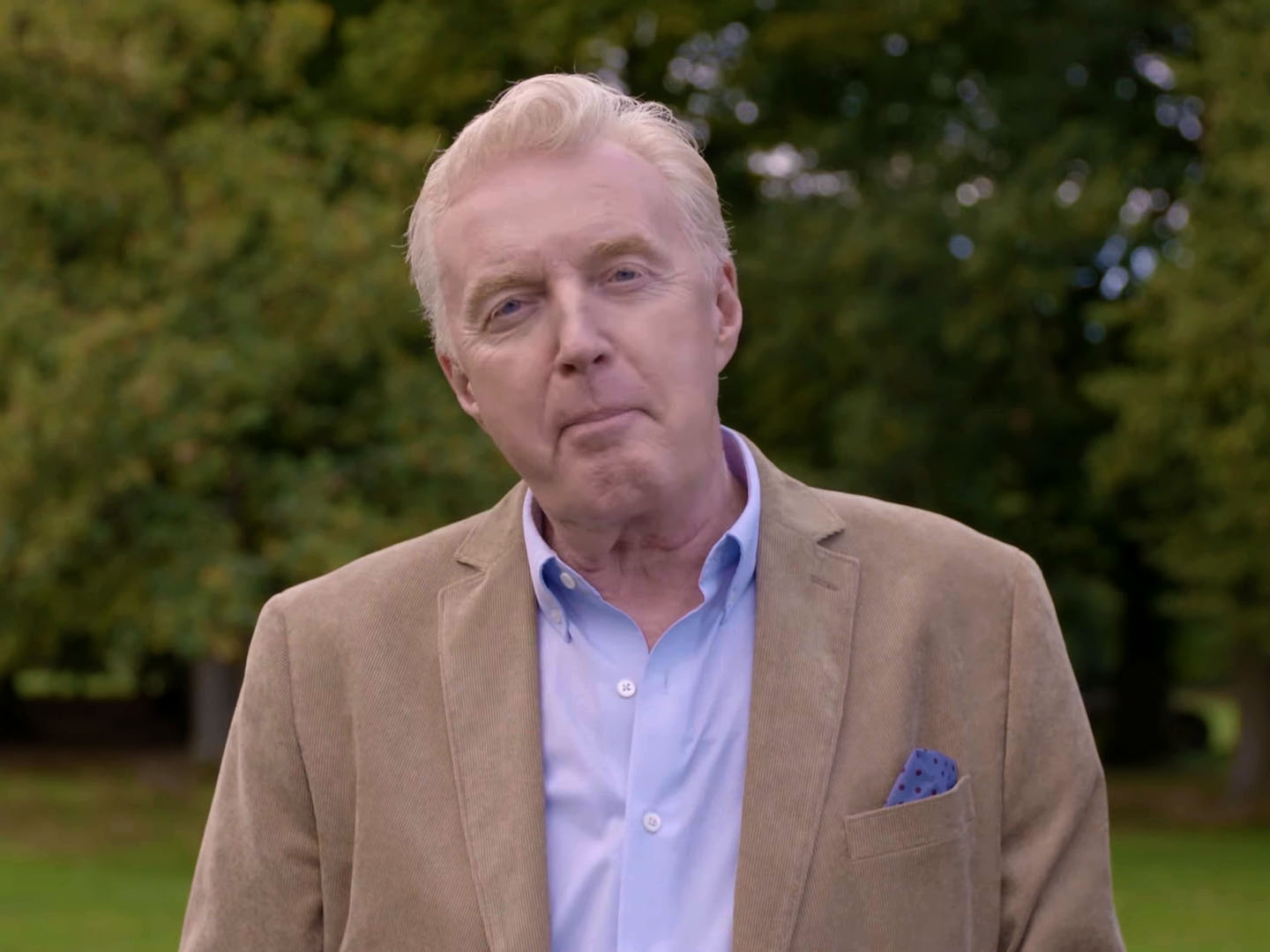
André van Duin,
25 juli 2021

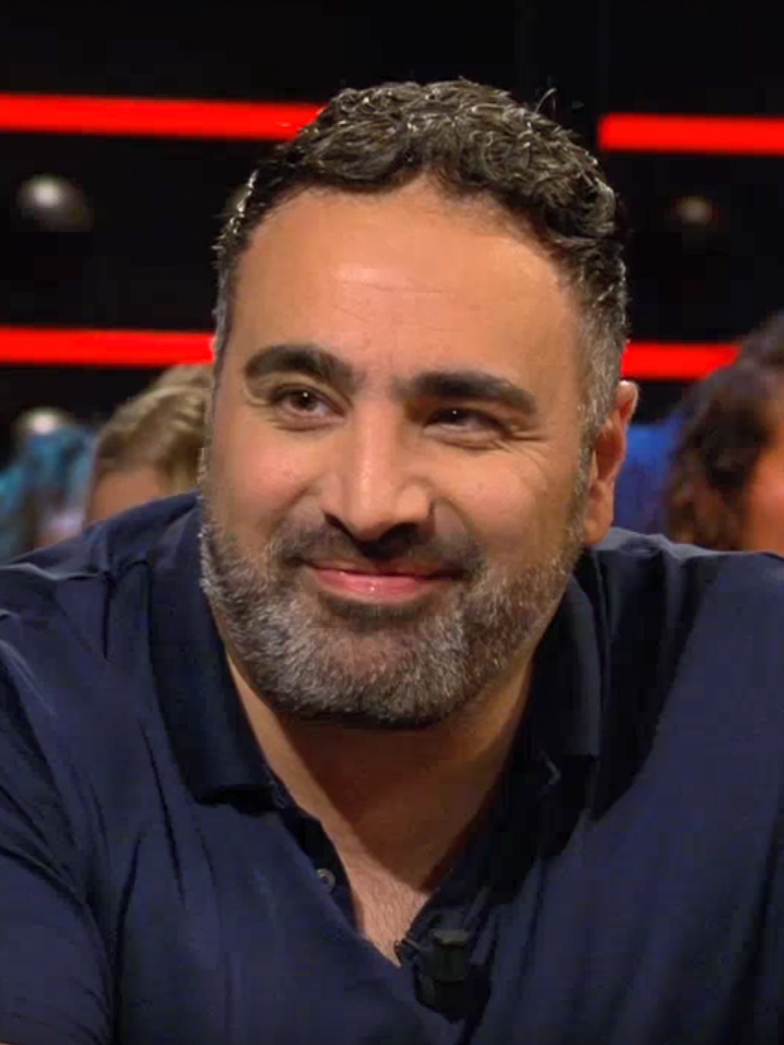
Sinan Can,
5 december 2021

Gert-Jan Segers,
13 februari 2022

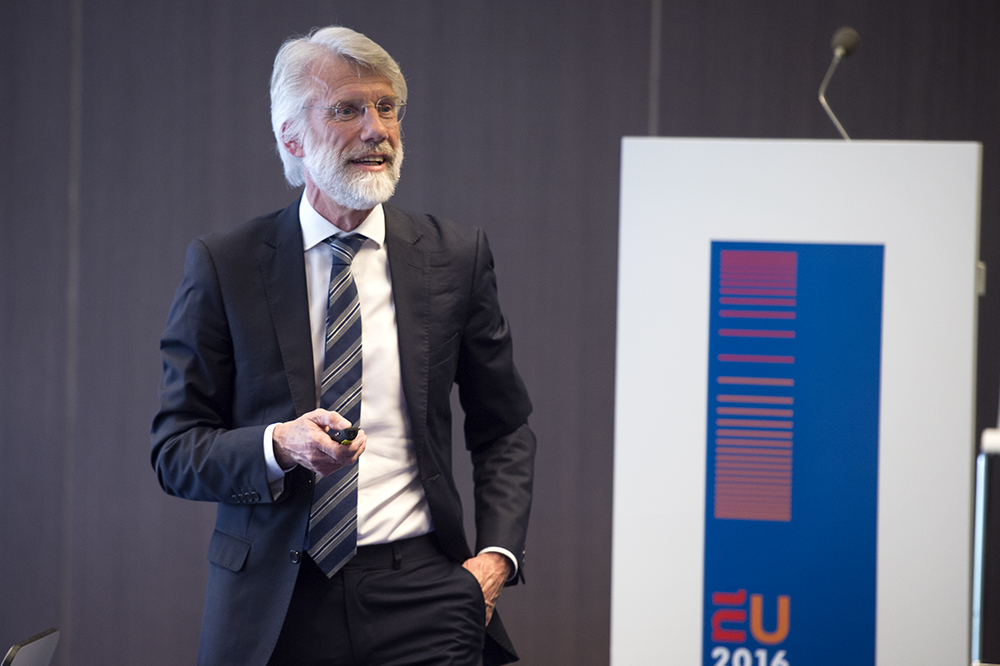
Erik Scherder,
27 februari 2022

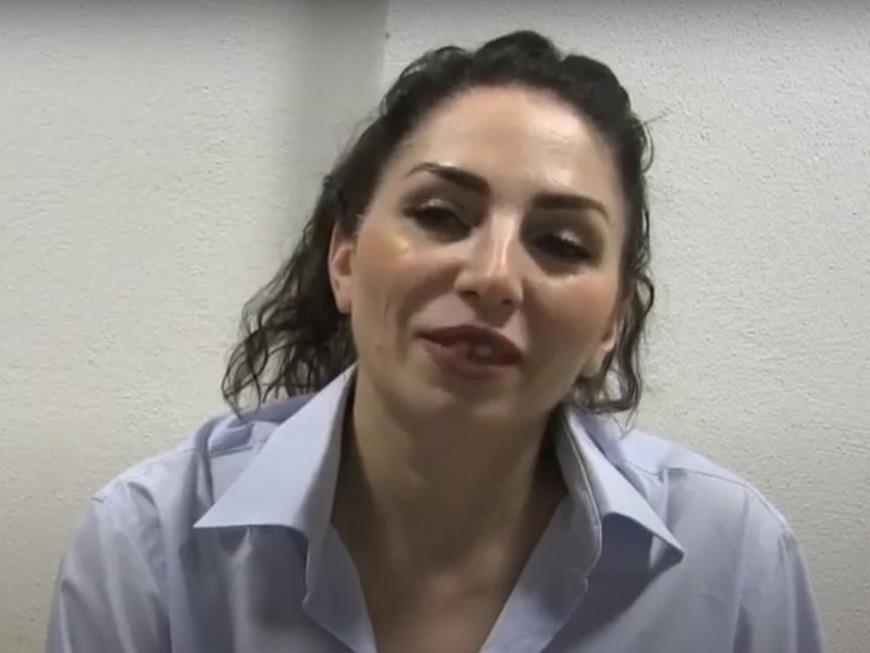
Nazmiye Oral,
17 april 2022

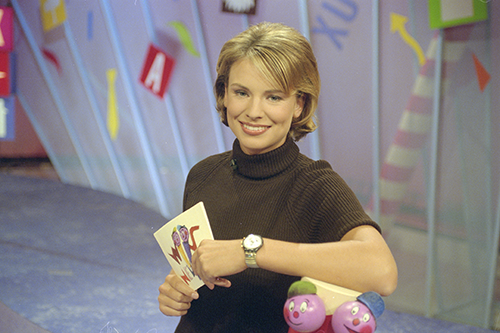
Pernille la Lau,
1 mei 2022

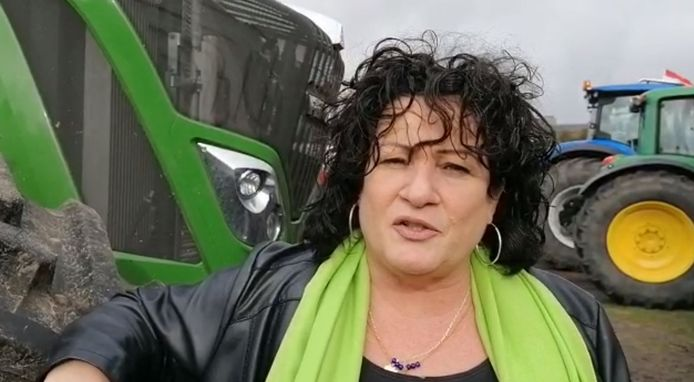
Caroline van der Plas,
23 oktober 2022

### 2021
- 3 januari 2021: Tom-Jan Meeus
- 10 januari 2021: Frans Klein
- 17 januari 2021: Kefah Allush
- 24 januari 2021: Iva Bicanic
- 31 januari 2021: Leonie ter Braak
- 7 februari 2021: Arman Avsaroglu
- 14 februari 2021: Ernst Kuipers
- 21 februari 2021: Barbara Barend
- 28 februari 2021: Maarten van Rossem[c]
- 4 april 2021: Janny van der Heijden
- 11 april 2021: Fred Teeven
- 18 april 2021: Ilja Gort
- 25 april 2021: Doortje Smithuijsen
- 2 mei 2021: Will Koopman
- 9 mei 2021: Diederik Jekel
- 16 mei 2021: Nicki Pouw-Verweij
- 23 mei 2021: Evert ten Napel
- 30 mei 2021: Laurens Dassen
- 11 juli 2021: Jeroen Woe
- 18 juli 2021: Hilmar Mulder
- 25 juli 2021: André van Duin[d]
- 1 augustus 2021: Carrie ten Napel
- 8 augustus 2021: Amrish Baidjoe
- 15 augustus 2021: Maaike Timmerman
- 22 augustus 2021: Mark Tuitert
- 29 augustus 2021: Hans Jaap Melissen
- 5 september 2021: Bas Haan
- 12 september 2021: Floor Bremer
- 19 september 2021: Sterrin Smalbrugge
- 26 september 2021: Meike Lubbers
- 7 november 2021: Fresku
- 14 november 2021: Bart Vriends
- 21 november 2021: Liesbeth Staats
- 28 november 2021: Gershwin Bonevacia
- 5 december 2021: Sinan Can
- 12 december 2021: Yvette van Boven
- 19 december 2021: Hiske Versprille
- 26 december 2021: Hedy d'Ancona

### 2022
- 2 januari 2022: Ralph Keuning
- 9 januari 2022: Kees Jansma
- 16 januari 2022: Yeliz Çiçek
- 23 januari 2022: Jan Struijs
- 30 januari 2022: Ronald Giphart
- 6 februari 2022: Natascha van Weezel
- 13 februari 2022: Gert-Jan Segers
- 20 februari 2022: Joël Broekaert
- 27 februari 2022: Erik Scherder
- 6 maart 2022: Jan Paternotte
- 13 maart 2022: Eveline Aendekerk
- 20 maart 2022: Mart de Kruif
- 27 maart 2022: Niña Weijers
- 17 april 2022: Nazmiye Oral
- 1 mei 2022: Pernille la Lau[e]
- 22 mei 2022: Lisette Wellens
- 29 mei 2022: Jan Hillenius
- 5 juni 2022: Meral Polat
- 12 juni 2022: Waylon
- 19 juni 2022: Saskia Belleman
- 26 juni 2022: Maarten van Rossem
- 28 augustus 2022: Leo Lucassen
- 4 september 2022: Tjeerd de Groot
- 11 september 2022: Belle Barbé
- 18 september 2022: Lisa Loeb
- 25 september 2022: Pieter van der Wielen
- 2 oktober 2022: Liesbeth Woertman
- 9 oktober 2022: Lotfi El Hamidi
- 16 oktober 2022: Berend Sommer
- 23 oktober 2022: Caroline van der Plas
- 30 oktober 2022: Suse van Kleef
- 6 november 2022: Leon de Winter
- 13 november 2022: Roos Moggré
- 20 november 2022: Tim Knol
- 27 november 2022: Nelleke Noordervliet[e]
- 4 december 2022: Yteke de Jong
- 11 december 2022: Hans Dagelet
- 18 december 2022: Sterrin Smalbrugge[b]
- 25 december 2022: Tim de Wit